# 蓋傑斯湖 (伊利諾伊州)
蓋傑斯湖（英語：Gages Lake）是位於美國伊利諾伊州萊克縣的一個人口普查指定地區。

## 地理
蓋傑斯湖的座標為42°21′07″N 88°58′59″W / 42.35194°N 88.98306°W，而該地最高點為海拔高度236米（即774英尺）。

## 人口
根據2010年美國人口普查的數據，蓋傑斯湖的面積為8.20平方千米，當中陸地面積為7.71平方千米，而水域面積為0.49平方千米。當地共有人口10198人，而人口密度為每平方千米1,243.66人。